# Kebaracultuur
De Kebaracultuur (ook: Kebaran, Kebarien of Kebarian) is een archeologische cultuur van het Epipaleolithicum in Syrië, Jordanië, Libanon en Israël (ca. 18.000-12.500 BP). De typesite is de Kebaragrot ten zuiden van Haifa, Israël. Ze wordt voorafgegaan door het Levantijns Aurignacien en opgevolgd door de Natufische cultuur.
De Kebaracultuur vertegenwoordigt de laatste fase van het Laatpaleolithicum in de Levant. Ze werd gedragen door een zeer mobiele nomadische bevolking van jager-verzamelaars in de Levant en de Sinaï welke gebruik maakte van kleine, geometrische microlieten. Er zijn bewijzen voor het gebruik van pijl en boog en de aanwezigheid van gedomesticeerde honden. Ook zijn er vroege aanwijzingen voor het verzamelen van wilde granen, zoals vondsten van maalgereedschappen. Een migratie tussen de hooglanden in de zomer en de grotten en rotsschuilplaatsen nabij laaglandmeren in de winter wordt verondersteld. Deze wisselende leefomgevingen zijn mogelijk de reden voor de grote variatie van stenen werktuigen.
De Kebariërs lijken de voorouders te zijn geweest van de latere Natufiërs, welke hetzelfde gebied bewoonden.